# William Morris Davis
William Morris Davis, ameriški geograf, geolog in meteorolog, * 12. februar 1850, Filadelfija, Pensilvanija, ZDA, † 5. februar 1934, Pasadena, Kalifornija, ZDA.
Davis je eden pomembnejših ameriških geografov in je pogosto označen za očeta ameriške geografije. Rojen je bil v kvekerski družini v Pensilvaniji kot sin Edwarda M. Davisa in Marie Mott Davis. Leta 1869 je diplomiral na Univerzi Harvard ter zatem delal v argentinski Córdobi, 1879. leta pa postal učitelj geologije na harvardski univerzi. Davis ni nikoli napisal doktorskega dela. Upokojil se je leta 1911. Prvič se je poročil leta 1879, nato po smrti prve žene leta 1914 in po njeni smrti še zadnjič 1928.
Davisovo najbolj znano delo je teorija erozijskega kroga, ki jo je danes nadomestilo več drugih znanstvenih šol. Je ustanovitelj Zveze ameriških geografov (1904) ter eden pomembnih sodelavcev v zgodnjih letih National Geographic Society.
1. 1 2  data.bnf.fr: platforma za odprte podatke — 2011.
2. ↑  Encyclopædia Britannica
3. 1 2  Дейвис Уильям Моррис // Большая советская энциклопедия: [в 30 т.] — 3-е изд. — Moskva: Советская энциклопедия, 1969.